# Kröte (Waddeweitz)
Kröte ist ein Ortsteil der Gemeinde Waddeweitz im niedersächsischen Landkreis Lüchow-Dannenberg.
Das Dorf liegt einen Kilometer westlich von Waddeweitz und südlich der B 493.

## Geschichte
Für das Jahr 1848 wird angegeben, dass Kröte zwölf Wohngebäude hatte, in denen 64 Einwohner lebten. Zu der Zeit war der Ort nach Bussau eingepfarrt, die Schule befand sich in Clenze.
Am 1. Dezember 1910 hatte Kröte 74 Einwohner und war eine eigenständige Gemeinde im Kreis Lüchow.